# Phaidrosoma lunzensis
Phaidrosoma lunzensis è un pesce osseo estinto, forse appartenente ai parasemionotiformi. Visse nel Triassico superiore (Carnico, circa 235 - 232 milioni di anni fa) e i suoi resti fossili sono stati ritrovati in Europa.

## Descrizione
Questo pesce, di piccole dimensioni, era lungo circa 12 - 15 centimetri. Possedeva un corpo allungato e fusiforme. La testa era allungata e il muso appuntito; gli occhi erano grandi. La pinna dorsale era triangolare e appuntita, situata nel terzo posteriore del corpo. Le pinne anale e pelviche erano allungate. La pinna caudale era profondamente biforcuta, mentre le pinne pettorali erano abbastanza sottili.

## Classificazione
Phaidrosoma lunzensis è stato descritto per la prima volta nel 1977 da Griffith, sulla base di resti fossili ritrovati nel giacimento di Polzberg bei Lunz in Austria. I fossili di questo animale sono stati accostati al genere Dipteronotus, ma in genere Phaidrosoma è considerato un rappresentante dei parasemionotiformi, un gruppo di pesci ossei appartenenti agli alecomorfi e caratteristici del Triassico inferiore e medio; se Phaidrosoma fosse a tutti gli effetti un parasemionotiforme, sarebbe uno degli ultimi rappresentanti del gruppo. Altri studi indicherebbero un'appartenenza ai polzbergiiformi (Polzbergiiformes).

## Paleoecologia
Phaidrosoma probabilmente si nutriva di crostacei e altri piccoli animali.